# Нитине
Ни́тине — село в Україні, у Звягельському районі Житомирської області. Населення становить 131 осіб. Входить до складу Ємільчинської селищної громади.

## Географія
Межує на півночі з Підлубами, на південному сході з селищем Ємільчине, на півдні з Садками, на заході з Медведеве.

## Історія
До 1939 року — слобода Емільчинської волості Новоград-Волинського повіту Волинської губернії. Відстань від повітового міста 45 верст, від волості 5. Дворів 33, мешканців 170.
У 1926—54 роках — адміністративний центр Нитинської сільської ради Ємільчинського району